# 1898 en Inde
Chronologie de l'Inde
- 1894
- 1895
- 1896
- 1897
- 1898
- 1899
- 1900
- 1901
- 1902

Cette page concerne les évènements survenus en 1898 en Inde  :

## Évènement
- Soulèvement de Baloch (en)
- Campagne de Mohmand de 1897-1898 (en)
- Poursuite de la Campagne de Tirah

## Création
- Comité de la monnaie indienne (en) pour examiner la situation monétaire en Inde.

## Naissance
- Pralhad Keshav Atre (en), poète, écrivain
- Rang Avadhoot (en), mystique, poète et saint.
- Debaki Bose (en), acteur.
- Nalini Bala Devi, écrivaine et poétesse.
- Bhagwan Gopinath (en), maître spirituel et saint.
- Sohan Singh Josh (en), militant communiste et combattant pour l'indépendance.
- Vishnu Sakharam Khandekar (en), écrivain.
- K. P. S. Menon, diplomate et chroniqueur.
- Vinayakrao Patwardhan (en), chanteur.
- Kainikkara Padmanabha Pillai (en), écrivain.
- Kotcherlakota Rangadhama Rao (en), physicien.
- Krishna Ballabh Sahay (en), combattant pour l'indépendance.
- Samsa (dramaturge) (en)
- Aarani Satyanarayana (en), acteur.